# Capcom vs. SNK 2: Mark of the Millennium 2001
Capcom vs SNK 2: Mark of The Millenium (Millionaire Fighting en Japón) es el sexto crossover de juegos de lucha de Capcom, y el segundo con la compañía SNK-Playmore. Gráficamente es similar a su predecesor, los cambios llegaron en la mecánica de lucha y en la cantidad de personajes. Fue lanzado en el 2001 para la recreativa NAOMI, un año después para Sega Dreamcast y para PlayStation 2 y después para XBox de Microsoft y Nintendo GameCube .

## El juego
El sistema de Grooves (Modos de lucha) fue reestructurado para elegir entre 6 modos de pelea distintos (tres de Capcom y tres de SNK) más un modo oculto que combina características de ambos lados (el Groove EX).
Los Ratios dejaron de ser fijos para que el jugador elija los personajes que quiera. Los Ratios los asigna el jugador a la hora de elegir sus peleadores, en este caso los equipos pueden ser de 1 a 3 integrantes.
A diferencia del CvS original, el cual tenía los mismos botones de ataque que los juegos de SNK, CvS2 tiene 6 botones de ataque, al estilo Street Fighter

## Personajes
El juego cuenta con 44 personajes distintos, o 48 contando las versiones tranformadas de Ryu, Akuma, Iori y Rugal. Como es normal en este tipo de crossovers se incluyeron personajes "sorpresa" no tan conocidos, como son Eagle y Maki del lado de Capcom, o Raiden y Todoh del lado de SNK.
Las caras más conocidas de ambas compañías están presentes, con alguna excepción como puede ser Leona, Shermie o Robert García del lado de SNK, así como Felicia, Rose o algún personaje de Megaman del lado de Capcom.

### Personajes jugables
| Capcom            | Capcom                               | SNK              | SNK                                     |
| Personaje         | Juego de origen                      | Personaje        | Juego de origen                         |
| ----------------- | ------------------------------------ | ---------------- | --------------------------------------- |
| Akuma/Gouki       | Super Street Fighter II Turbo        | Athena Asamiya   | Psycho Soldier                          |
| Balrog/M. Bison   | Street Fighter II: The World Warrior | Benimaru Nikaido | The King of Fighters '94                |
| Blanka            | Street Fighter II: The World Warrior | Chang Koehan     | The King of Fighters '94                |
| Cammy White       | Super Street Fighter II              | Geese Howard     | Fatal Fury: King of Fighters            |
| Chun-Li           | Street Fighter II: The World Warrior | Haohmaru         | Samurai Shodown                         |
| Dan Hibiki        | Street Fighter Alpha                 | Hibiki Takane    | The Last Blade 2                        |
| Dhalsim           | Street Fighter II: The World Warrior | Iori Yagami      | The King of Fighters '95                |
| Eagle             | Street Fighter                       | Joe Higashi      | Fatal Fury: King of Fighters            |
| Edmond Honda      | Street Fighter II: The World Warrior | Kim Kaphwan      | Fatal Fury 2                            |
| Ken Masters       | Street Fighter                       | King             | Art of Fighting                         |
| Kyosuke Kagami    | Rival Schools: United by Fate        | Kyo Kusanagi     | The King of Fighters '94                |
| Maki Genryusai    | Final Fight 2                        | Mai Shiranui     | Fatal Fury 2                            |
| Morrigan Aensland | Darkstalkers                         | Nakoruru         | Samurai Shodown                         |
| M. Bison/Vega     | Street Fighter II: The World Warrior | Raiden           | Fatal Fury: King of Fighters            |
| Rolento Schugerg  | Final Fight                          | Rock Howard      | Garou: Mark of the Wolves               |
| Ryu               | Street Fighter                       | Rugal Bernstein  | The King of Fighters '94                |
| Sagat             | Street Fighter                       | Ryukaku Todoh    | Art of Fighting                         |
| Sakura Kasugano   | Street Fighter Alpha 2               | Ryuji Yamazaki   | Fatal Fury 3: Road to the Final Victory |
| Vega/Balrog       | Street Fighter II: The World Warrior | Ryo Sakazaki     | Art of Fighting                         |
| Guile             | Street Fighter II: The World Warrior | Terry Bogard     | Fatal Fury: King of Fighters            |
| Yun               | Street Fighter III                   | Vice             | The King of Fighters '96                |
| Zangief           | Street Fighter II: The World Warrior | Yuri Sakazaki    | Art of Fighting 2                       |
| Evil Ryu          | Street Fighter Alpha 2               | Orochi Iori      | The King of Fighters '97                |
| Shin Akuma/Gouki  | Street Fighter Alpha 2               | Omega Rugal      | The King of Fighters '95                |

Resaltado denota a un personaje debutante. Personaje con dos nombres exponen el nombre común y el nombre dentro de Japón. Cursiva denota personaje secreto. Evil Ryu y Orochi Iori son exclusivos de las versiones caseras. Shin Akuma/Gouki y Omega Rugal son los jefes finales

### Cameos
- En el escenario Londres
  - Elena (Street Fighter)
  - Karman Cole (Art of Fighting)
  - Billy Kane (Fatal Fury)
  - Lilly Kane (Fatal Fury)
  - Dudley (Street Fighter)
  - Rose (Street Fighter)
  - Rouge (Power Stone)
- En el escenario Desierto
  - Edward Falcon (Power Stone)
  - Leona Heidern (The King of Fighters)
  - Ralf Jones (Ikari Warriors)
  - Clark Still (Ikari Warriors)
  - Heidern (The King of Fighters)
  - Alex (Street Fighter)
- En el escenario Teatro Chino
  - Mai Ling (Warzard/Red Earth)
  - Li Xiang Fei (Fatal Fury)
  - Hsien Ko/Lei Lei (Darkstalkers)
  - June (Star Gladiator)
  - Chin Gentsai (The King of Fighters)
  - Bao (The King of Fighters)
- En el escenario Fiesta de Verano
  - Goro Daimon (The King of Fighters)
  - Kyoshiro Senryo (Samurai Shodown)
- En el escenario Kyokugen Dojo
  - Takuma Sakazaki (Art of Fighting)
- En el escenario Neo Geo Land
  - Jubei Yagyu (Samurai Shodown)
- Como asistentes en el EX Hyper Combo de Kyosuke
  - Batsu Ichimonji (Rival Schools)
  - Hinata Wakaba (Rival Schools)
- Como asistente en el EX Hyper Combo de Yun
  - Yang (Street Fighter)
- En la intro de batalla entre Chun Li y Yamazaki
  - Hon Fu (Fatal Fury)
- En la intro de batalla entre Vice y Rugal
  - Mature (The King of Fighters)
- En la intro de batalla de Todoh
  - Kasumi Todoh (Art of Fighting)
- Como asistente de Chang
  - Choi Bounge (The King of Fighters)
- Durante las batallas entre Kyo y Benimaru
  - Goro Daimon